# Matilda Widegren
Maria Matilda Aurora Widegren, född 7 augusti 1863 i Söderköping, död 2 februari 1938 i Stockholm, var en svensk lärare och pacifist.
Matilda Widegren växte upp i Söderköping, där hennes far Per Mauritz August Widegren var läroverksrektor. Hon gick ämneslärarutbildning vid Högre lärarinneseminariet i Stockholm och blev då nära vän med seminaristen Selma Lagerlöf. Efter examen var hon lärare vid Åhlinska skolan 1887–1888 och anställdes 1889 som extra lärare vid Högre lärarinneseminariet. År 1904 fick hon ordinarie lärartjänst vid seminariet och blev samtidigt biträdande föreståndare för Normalskolan för flickor. 
Widegren var en av grundarna av den svenska sektionen av Internationella Kvinnoförbundet för Fred och Frihet. Efter sin pensionering 1923 ägnade hon sig helhjärtat åt fredsarbetet och hjälpverksamhet för flyktingar genom bland annat Internationella Foyern. Hon mottog Illis Quorum 1923.
Widegren utgav en språklära som utkom i många upplagor. Dessutom skrev hon en bok om sina intryck från en studieresa i Förenta staterna och publicerade flera skrifter i fredsfrågan.